# Actinia candida
Actinia candida is een zeeanemonensoort uit de familie Actiniidae. De anemoon komt uit het geslacht Actinia. Actinia candida werd in 1776 voor het eerst wetenschappelijk beschreven door Otto Friedrich Müller. 